# Agenția Spațială Europeană
     Țări membre ale ESA
     Țări care au semnat carta PECS
     Țări care au semnat un acord de cooperare cu ESA

Țări membre ale ESA
Țări care au semnat carta PECS
Țări care au semnat un acord de cooperare cu ESA

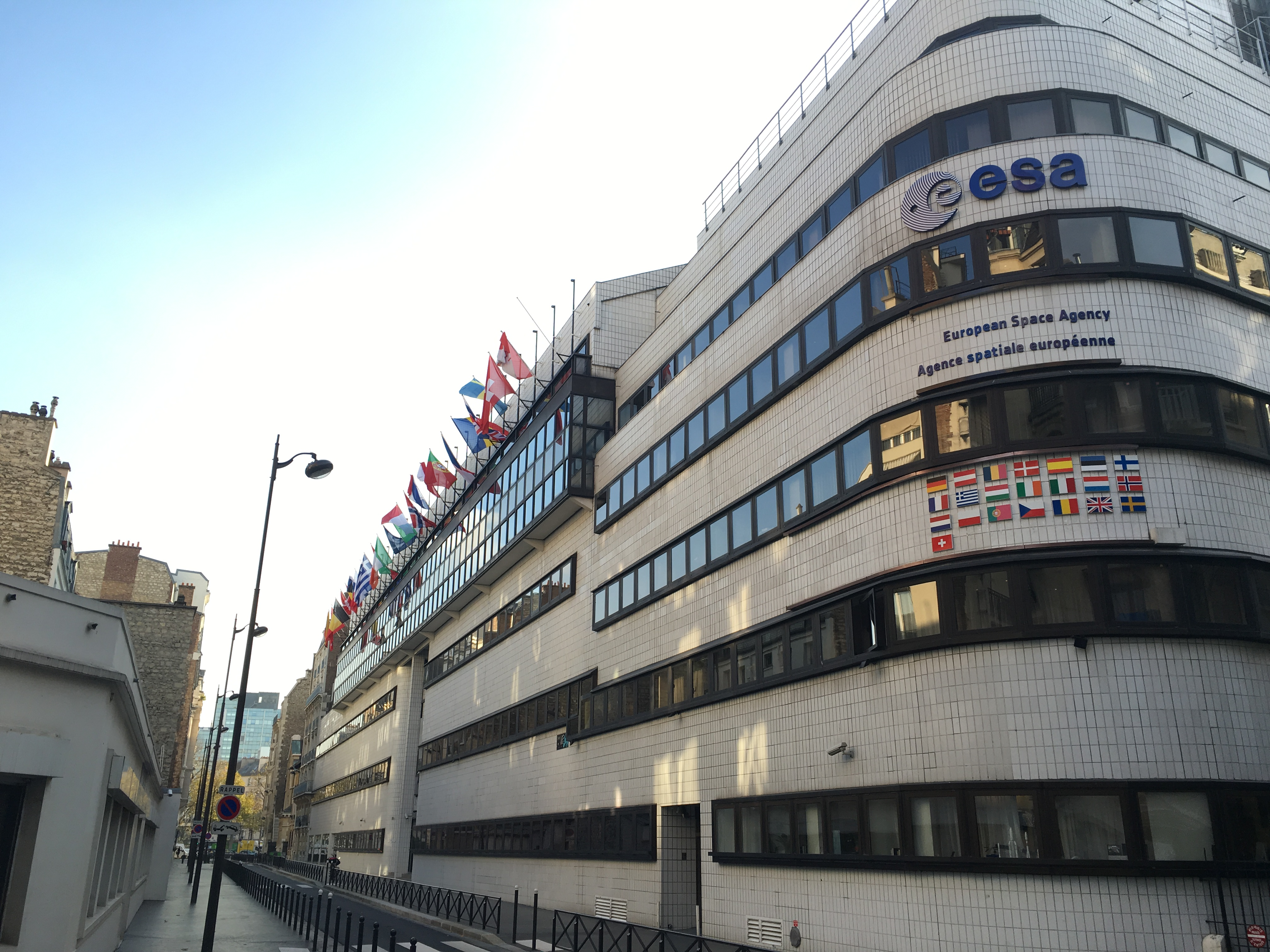
Sediul Agenției Spațiale Europene de la Paris.

Agenția Spațială Europeană (engleză European Space Agency, prescurtare: ESA, iar în franceză Agence spatiale européenne, prescurtat: ASE) este o organizație interguvernamentală creată în 1980, cu sediul la Paris, în scopul asigurării și dezvoltării cooperării, exclusiv pașnice, între statele europene în domeniile cercetării și tehnologiei spațiale. Coordonează proiectele spațiale puse în comun de peste douăzeci de țări europene. Agenția Spațială Europeană, care prin bugetul său de 4.433.000.000 de euro (în 2015) este a treia agenție spațială în lume, după NASA și Agenția Federală Spațială Rusă, a fost fondată la 31 mai 1975.
Agenția Spațială Europeană își desfășoară activitatea în trei centre: Noordwijk (Țările de Jos), Darmstadt (Germania) și Frascati (Italia) și la ora actuală are ca membri 22 țări. ESA este o organizație independentă de Uniunea Europeană.

## State membre
Țările participante la ESA nu fac parte, în mod necesar, din Uniunea Europeană și invers: astfel Norvegia și Elveția sunt membre ale ESA;  a contrario unele țări care au aderat la Uniunea Europeană nu sunt membre ale ESA. Ungaria a devenit stat membru al Agenției Spațiale Europene, la 24 februarie 2015. Bulgaria a declarat recent că vrea să se apropie de ESA. Canada este un membru asociat, stat cooperant cu statut privilegiat.
- Austria, din 30 decembrie 1986
- Belgia, din 30 octombrie 1980
- Cehia, din 8 iulie 2008
- Danemarca, din 30 octombrie 1980
- Elveția, din 30 octombrie 1980
- Estonia, din 4 februarie 2015
- Finlanda, din 1 ianuarie 1995
- Franța, din 30 octombrie 1980
- Germania, din 30 octombrie 1980
- Grecia, din 9 martie 2005
- Irlanda, din 10 decembrie 1980
- Italia, din 30 octombrie 1980
- Luxemburg, din 30 iunie 2005
- Norvegia, din 30 decembrie 1986
- Polonia, din 19 noiembrie 2012
- Portugalia, din 14 noiembrie 2000
- Regatul Unit, din 30 octombrie 1980
- România, din 20 ianuarie 2011[4]
- Spania, din 30 octombrie 1980
- Suedia, din 30 octombrie 1980
- Țările de Jos, din 30 octombrie 1980
- Ungaria, din 24 februarie 2015

Agenția, în scopul strângerii legăturilor cu țările europene nemembre și cu țări  extraeuropene, a încheiat acorduri cu diferite țări. Carta PECS, Programul pentru Țările Europene Colaboratoare, a fost semnată cu țările următoare:  Slovenia  (2010),  Letonia (2015).
Carta ECS, Acordului de Cooperare Stat European, a fost semnată cu țările următoare:  Lituania (2014),  Slovacia (2015),  Bulgaria (2015).
Alte state, europene sau neeuropene, au încheiat acorduri de cooperare:
| - Canada (1979) - Turcia (2004) - Ucraina (2008) | - Cipru (2009) - Israel (2011) - Malta (2012) |

| Director general       | Perioada            | Țara de origine | Comentariu |
| ---------------------- | ------------------- | --------------- | ---------- |
| Roy Gibson             | 1975–1980           | Regatul Unit    |            |
| Erik Quistgaard        | 1980–1984           | Danemarca       |            |
| Reimar Lüst            | 1984–1990           | Germania        |            |
| Jean-Marie Luton       | 1990–1997           | Franța          |            |
| Antonio Rodotà         | 1997–2003           | Italia          |            |
| Jean-Jacques Dordain   | 2003–2015           | Franța          |            |
| Johann-Dietrich Wörner | de la 01 iulie 2015 | Germania        | în funcție |

## Proiecte

### Sateliți
- COS-B
- GEOS-1
- GEOS-2
- IUE
- Meteosat
- Spacelab
- HIPPARCOS
- Telescopul spațial Hubble (Hubble Space Telescop)

### Sonde spațiale

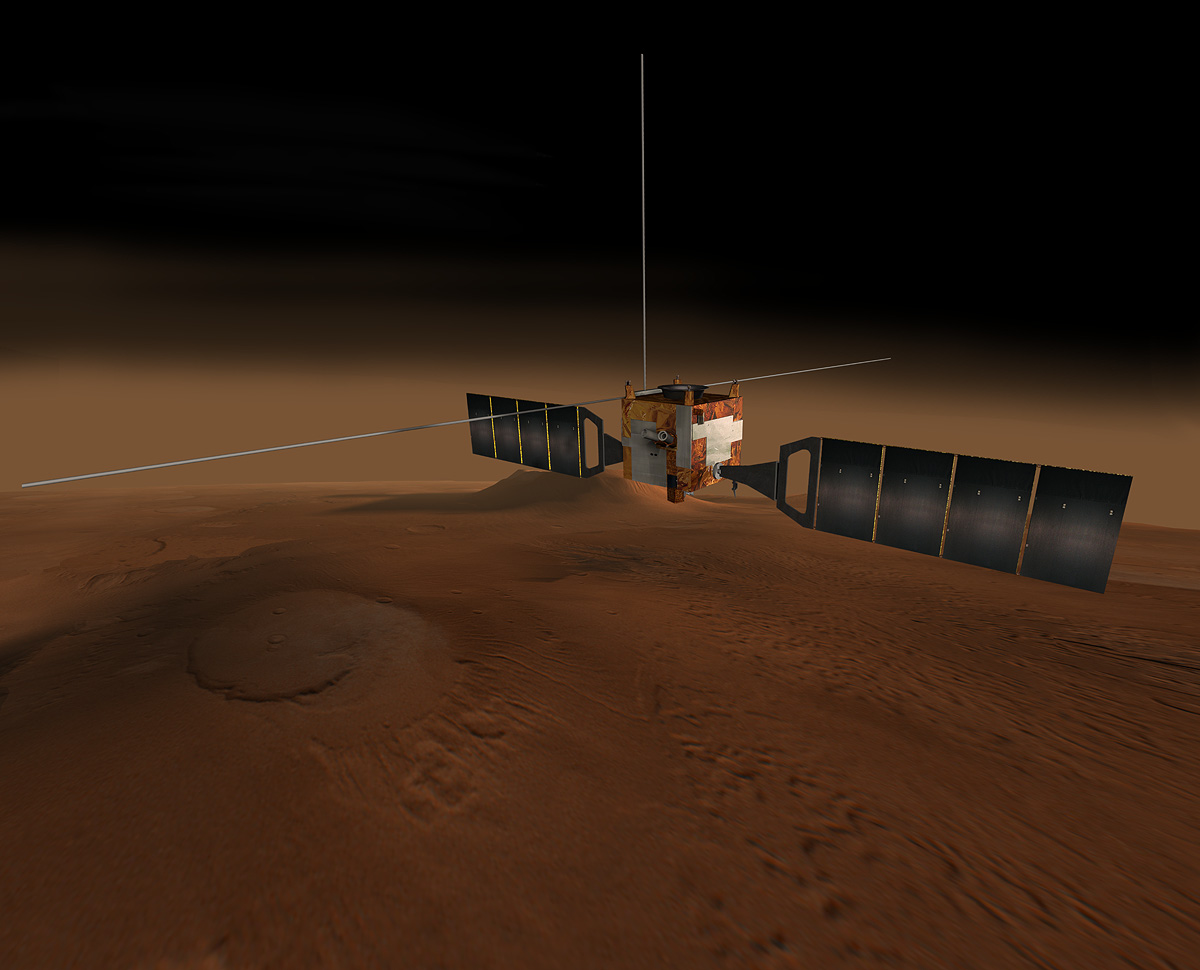
Mars Express, prima sondă europeană spre Marte

Listă parțială:
- sonda spațială Giotto
- sonda spațială Huygens
- Sonda spațială Mars Express
- Sonda spațială Rosetta
- Sonda spațială Venus Express
- Sonda spațială Herschel-Planck
- Sonda spațială LISA Pathfinder
- Sonda spațială GAIA
- Sonda spațială ExoMars
- Sonda spațială BepiColorado

### Rachete
- Ariane

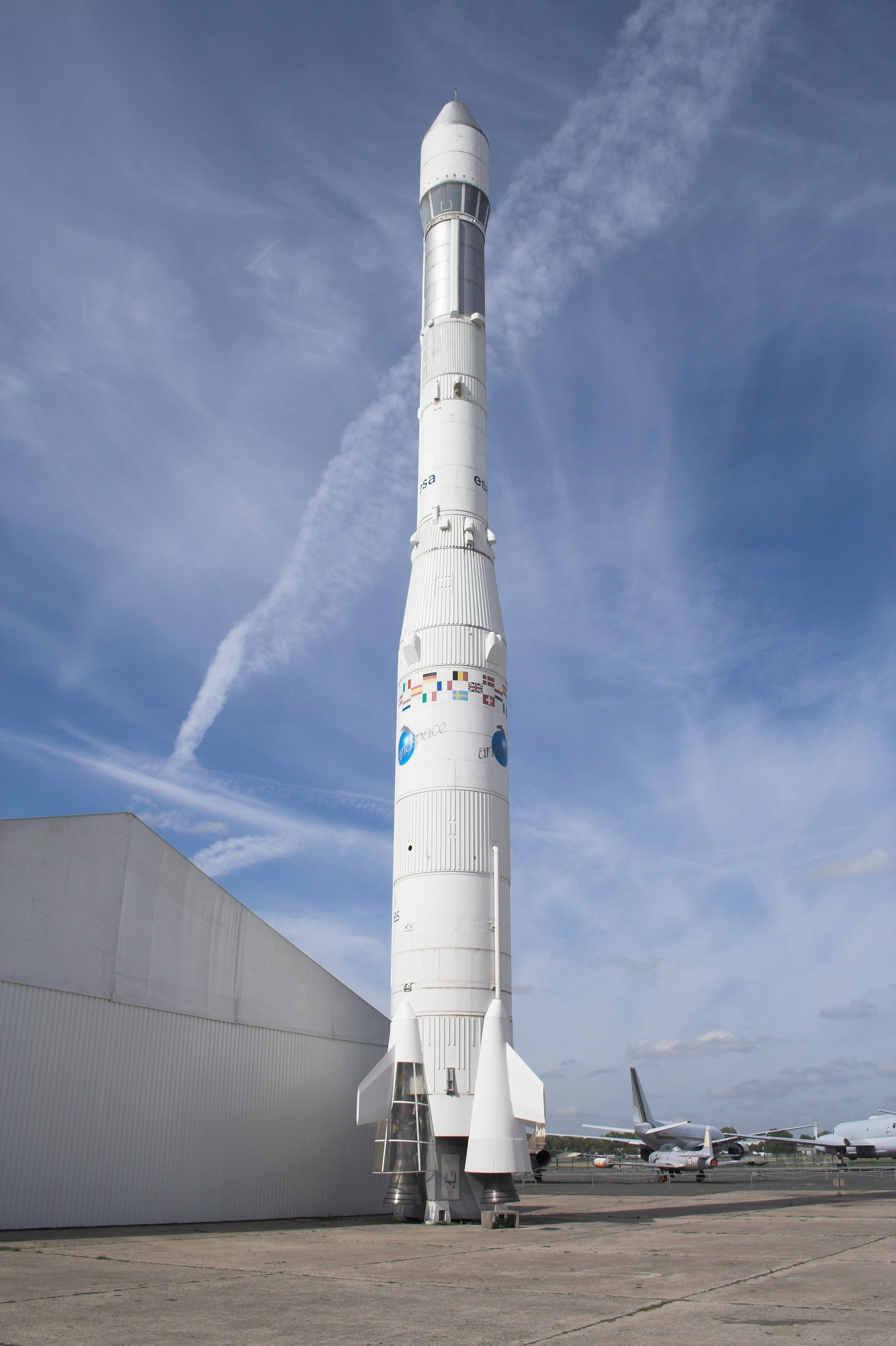
Lansatorul (racheta) Ariane 1 face parte din primele programe dezvoltate de
Agenția Spațială Europeană.

  - Ariane 1 a fost o rachetă purtătoare proiectată pentru a transporta sateliți pe orbită geostaționară sau orbită terestră joasă. 
 Cu o masă la decolare  de 210 tone, o înălțime de 47,4 m și un diametru de 3,8 m, racheta era capabilă să plaseze o sarcină utilă de 1.850 kg pe o orbită de transfer  geostaționară (GTO) Putea să transporte, la alegere, un singur satelit mare sau un grup de doi sateliți mai mici.
  - Ariane 2  a fost o rachetă purtătoare proiectată pentru a transporta sateliți pe orbită geostaționară sau orbită terestră joasă. Structura rachetei Ariane 2 era identică celei a rachetei Ariane 1, însă înălțimea a crescut la 49 m, iar greutatea la 219 tone. Capacitatea sa de transport pe orbită de transfer geostaționară  era de 2.175 kg, cu 325 kg mai mult decât Ariane 1.
  - Ariane 3 a fost o rachetă purtătoare proiectată pentru a transporta sateliți pe orbită geostaționară sau orbită terestră joasă. Era identică cu Ariane 2, exceptând faptul că i s-au adăugat două propulsoare suplimentare cu pulbere (combustibil solid), la nivelul primului etaj; a zburat înainte de Ariane 2.
  - Ariane 4 a fost o rachetă purtătoare proiectată pentru a transporta sateliți pe orbită geostaționară sau orbită terestră joasă. Prima lansare a rachetei Ariane 4 a avut loc la 15 iunie 1988. A fost lansată de 116 ori, între 1988 și 2003, necunoscând decât 3 eșecuri. Putea transporta de la sol o sarcină utilă de 3.585 kg; a lansat 186 de sateliți.
  - Ariane 5 este o rachetă purtătoare proiectată pentru a transporta sateliți pe orbită geostaționară sau orbită terestră joasă. A fost dezvoltată începând din 1995 pentru a înlocui racheta Ariane 4, ale cărei capacități limitate nu mai permiteau lansarea, într-un mod concurențial, al sateliților de comunicație cu mase crescânde, în timp ce sectorul precedent  era punctul forte al lansatorului european.[6]
  - Ariane 6

## Bugetul Agenției Spațiale Europene
În 2015 bugetul Agenției Spațiale Europene este de 4.433 de milioane de euro, dintre care 3.241,2 de milioane de euro pentru programe și activități ale Agenției Spațiale Europene și 1.197,1 de milioane € (26,88%) pentru programe ale partenerilor instituționali europeni.

### Contribuția diferitelor țări membre

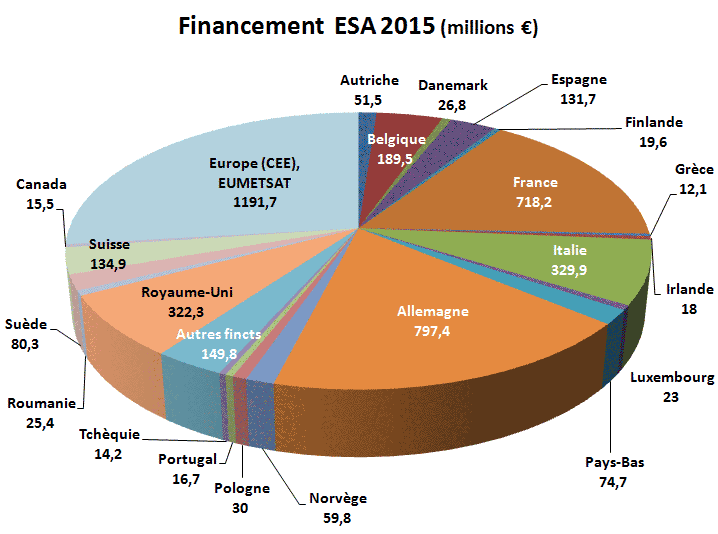
Contribuția membrilor la bugetul pe 2015

Participarea diferitelor țări membre ale Agenției Spațiale Europene reflectă politici spațiale naționale foarte variate. De la crearea agenției, Franța și Germania furnizează împreună peste 40% din buget. Italia și Regatul Unit sunt și ele contributori importanți (circa 10% pentru fiecare dintre cele două țări), dar dacă se ia în considerare PIB-ul fiecăreia, efortul făcut este de două ori mai puțin important decât al celor două țări aflate pe primele locuri. Primii zece contributori, care sunt și membrii fondatori ai agenției, furnizează împreună peste 90% din fonduri, fără participarea Uniunii Europene. Bugetul european consacrat cercetării spațiale este relativ redus, întrucât reprezintă prețul unui bilet de cinema pe cetățean al unui stat membru al ESA. În Statele Unite ale Americii, sumele consacrate activităților spațiale civile sunt aproape de patru ori mai mari.
- Germania (24,6%)
- Franța (22,2%).
- Italia (10,2%)
- Regatul Unit (9,9%)
- Belgia (5,8%)
- Elveția (4,2%)
- Spania (4,1%)
- Suedia(2,5%)
- Țările de Jos (2,3%)

În 2017 principalele țări care contribuie la bugetul Agenției Spațiale Europene sunt, în ordine descrescătoare:
- Franța (22,7 %)
- Germania (22,7 %)
- Italia (14,6 %)
- Regatul Unit (7,9 %)
- Belgia (5,5 %)
- Spania (4 %)
- Elveția (3,8 %)
- Țările de Jos (1,9 %)
- Suedia (1,9%)

| Țară membră                    | 2015                 | 2015      | 2014                 | 2014      | 2012                 | 2012      |
| Țară membră                    | Participație (în M€) | Procentaj | Participație (în M€) | Procentaj | Participație (în M€) | Procentaj |
| ------------------------------ | -------------------- | --------- | -------------------- | --------- | -------------------- | --------- |
| Germania                       | 797,4                | 24,6 %    | 765,7                | 22,9 %    | 713,8                | 22,9 %    |
| Austria                        | 51,5                 | 1,6 %     | 50,2                 | 1,5 %     | 52,2                 | 1,5 %     |
| Belgia                         | 189,5                | 5,8 %     | 188,6                | 5,6 %     | 169,8                | 5,6 %     |
| Danemarca                      | 26,8                 | 0,8 %     | 23,4                 | 0,7 %     | 27,8                 | 0,7 %     |
| Spania                         | 131,77               | 4,1 %     | 139,2                | 4,2 %     | 184                  | 4,2 %     |
| Finlanda                       | 19,6                 | 0,6 %     | 19,9                 | 0,6 %     | 19,4                 | 0,6 %     |
| Franța                         | 718,2                | 22,2 %    | 754,6                | 22,6 %    | 751,4                | 22,6 %    |
| Grecia                         | 12,1                 | 0,4 %     | 14,5                 | 0,4 %     | 8,6                  | 0,4 %     |
| Irlanda                        | 18                   | 0,6 %     | 18,4                 | 0,6 %     | 15,6                 | 0,6 %     |
| Italia                         | 329,9                | 10,2 %    | 350,0                | 10,5 %    | 350,5                | 10,5 %    |
| Luxemburg                      | 23                   | 0,7 %     | 18,3                 | 0,5 %     | 15                   | 0,5 %     |
| Țările de Jos                  | 74,7                 | 2,3 %     | 125,1                | 3,7 %     | 60,3                 | 3,7 %     |
| Norvegia                       | 59,8                 | 1,8 %     | 57,1                 | 1,7 %     | 63,1                 | 1,7 %     |
| Polonia                        | 30                   | 0,9 %     | 28,7                 | 0,9 %     | 36,4                 | 0,9 %     |
| Portugalia                     | 16,7                 | 0,5 %     | 16,3                 | 0,5 %     | 15,8                 | 0,5 %     |
| Cehia                          | 14,2                 | 0,4 %     | 13,9                 | 0,4 %     | 11,5                 | 0,4 %     |
| România                        | 25,4                 | 0,8 %     | 22,5                 | 0,7 %     | 7,6                  | 0,7 %     |
| Regatul Unit                   | 322,3                | 9,9 %     | 270,0                | 8,1 %     | 240                  | 8,1 %     |
| Suedia                         | 80,3                 | 2,5 %     | 94,6                 | 2,8 %     | 65,3                 | 2,8 %     |
| Elveția                        | 134,9                | 4,2 %     | 126,5                | 3,8 %     | 105,6                | 3,8 %     |
| Ungaria                        |                      |           |                      |           |                      |           |
| Estonia                        |                      |           |                      |           |                      |           |
| Canada                         | 15,5                 | 0,5 %     | 19,5                 | 0,6 %     | 18,7                 | 0,6 %     |
| Uniunea Europeană              | -                    | -         | 59,1                 | 1,8 %     | -                    | -         |
| Alte finanțări                 | 149,8                | 4,6 %     | 163,0                | 4,9 %     | -                    | -         |
| Total programe ale agenției    | 3.241,3              | 100 %     | 3.339,3              | 100 %     | 2.932,4              | 100 %     |
| Uniunea Europeană              | 1030,5               | -         | 623,9                | -         | 867,7                | -         |
| EUMETSAT                       | 122,4                | -         | 75                   | -         | -                    | -         |
| Altele                         | 38,8                 | -         | 63,8                 | -         | 264,5                | -         |
| Total programe alte instituții | 1.030,5              | -         | 623,9                | -         | 867,7                |           |
| Buget total                    | 4.433                | -         | 4.102                | -         | 4.064,6              | -         |

## Diverse

### Acțiuni pentru tineri
ESA a avut mereu o politică de informare a tineretului prin numeroase  mijloace pedagogice puse în operă prin diverse expoziții.
Ea a semnat, în 1985, o convenție de partenariat cu Asociația PARSEC care difuzează informație științifică pe Coasta de Azur. Convenția a fost reînnoită la 23 iunie 2001, de către Jean-Jacques Dordain, director general al Agenției Spațiale Europene (ESA).
Departamentul educativ al agenției este foarte activ mai ales cu organizarea unor misiuni spațiale reale pentru tineri ca proiect ESMO care vizează punerea pe orbită în jurul Lunii a unui satelit conceput și realizat, în întregime, de studenți europeni.

### Limbi
Limbile utilizate de organele, comitetele sau grupele de lucru ale ESA, cât și de Consiliul Agenției și organele sale subsidiare, sunt germana, engleza și franceza; celelalte documente emise de ESA sunt redactate în engleză și în franceză. Limba italiană  poate fi și ea folosită în reuniunile Consiliului. Documentele cu caracter administrativ, juridic, științific sau tehnic emise de statele membre ale ESA pot fi redactate în orice limbă a oricărui stat membru, deși folosirea englezei și francezei este recomandată; folosirea altor limbi decât engleza sau franceza în corespondențele destinate ESA este tolerată atâta timp cât nu ar conduce la creșterea costului legat de traducere și la prea multe complicații administrative. Corespondențele Agenției sunt redactate în engleză sau în franceză. 